# Épurateur de dioxyde de carbone

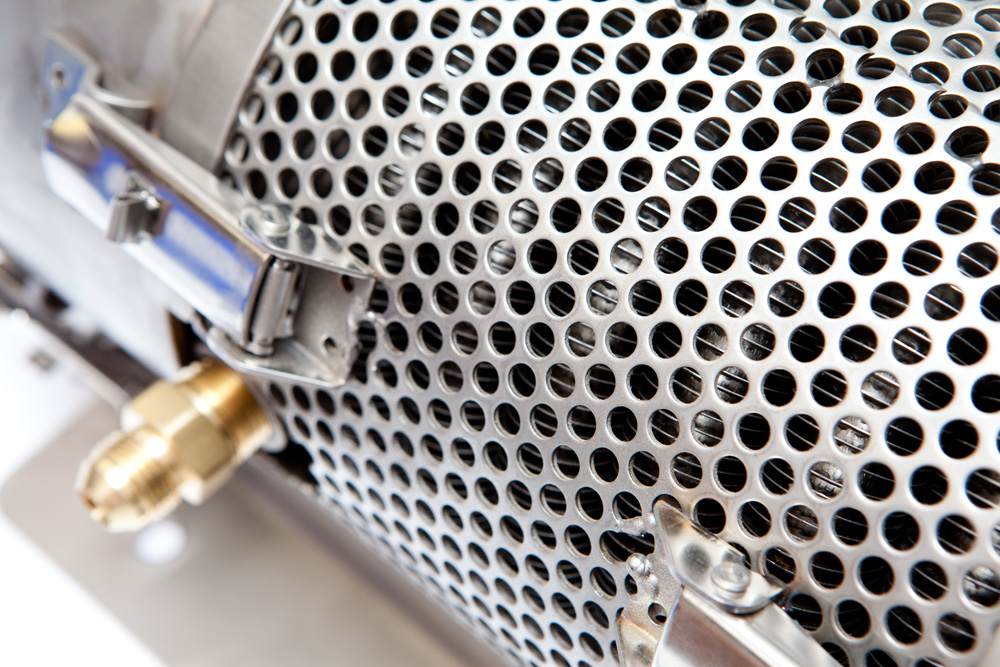
Un épurateur de dioxyde de carbone

Un épurateur de dioxyde de carbone est un dispositif absorbant le dioxyde de carbone ou CO2, utilisé pour traiter les gaz d'échappement des installations industrielles ou de l'air expiré dans les systèmes de survie tels que les recycleurs ou dans les véhicules spatiaux, les engins submersibles ou les chambres hermétiques. Les épurateurs de dioxyde de carbone sont également utilisés dans les processus de stockage d'atmosphère contrôlée et de captage et de stockage du carbone.

## Technologies

### Épuration aux amines
La principale application de l'épuration du CO2 est l'élimination du de ce composé dans le gaz d'échappement des centrales électriques à charbon et au gaz. C'est en pratique la seule technologie sérieusement évaluée implique l'utilisation de diverses amines, par exemple la monoéthanolamine. Les solutions froides de ces composés organiques lient le CO2, mais la liaison est inversée à des températures plus élevées :
CO2 + 2 HOCH2CH2NH2 ↔ HOCH2CH2NH3+ + HOCH2CH2NHCO2−
Depuis 2009, cette technologie n'a connu que peu de mise en œuvre, en raison des coûts d'investissement liés à l'installation de l'installation et des coûts d'exploitation liés à son utilisation.

### Minéraux et zéolites
Plusieurs minéraux et matériaux de type minéral lient le CO2 de manière réversible. Le plus souvent, ces minéraux sont des oxydes ou des hydroxydes, et le dioxyde de carbone est souvent lié sous forme de carbonate. Le CO2 réagit avec la chaux vive (oxyde de calcium) pour former du calcaire (carbonate de calcium), dans un processus appelé boucle de carbonate. Parmi d'autres minéraux, on trouve la serpentinite, un hydroxyde de silicate de magnésium et l'olivine,. Les tamis moléculaires fonctionnent également à ce titre.
Divers procédés d'épuration (cycliques) ont été proposés pour éliminer le CO2 de l'air ou des gaz de combustion et le libérer dans un environnement contrôlé, en inversant l'agent d'épuration. Il s'agit généralement d'utiliser une variante du procédé Kraft qui peut être à base de soude,,. Le CO2 est absorbé dans une telle solution, transféré à la chaux (via un processus appelé caustification) et est libéré à nouveau par chauffage dans un four. Avec quelques modifications des processus existants (principalement le passage à un four alimenté à l'oxygène), les gaz d'échappement résultants deviennent un flux concentré de CO2, prêt à être stocké ou utilisé dans des carburants. Il existe également une alternative à ce processus thermochimique, par électrolyse de la solution carbonatée, libèrant le CO2 par électrolyse. Bien que plus simple, ce processus électrique consomme plus d'énergie que l'électrolyse et décompose également l'eau. Pour éviter l'annulation de la remédiation environnementale de l'utilisation de l'électrolyse par rapport à la méthode du chauffage dans un four, l'électricité doit provenir d'une source renouvelable (ou moins émissive que la méthode du four autrement nécessaire). Les premières incarnations du captage du CO2 à vocation écologique utilisaient l'électricité comme source d'énergie et dépendaient donc de l'énergie verte. Certains systèmes de captage thermique du dioxyde de carbone utilisent la chaleur générée sur site, ce qui représente une amélioration de bilan energétique par rapport à la production d'électricité hors site, mais  nécessitent néanmoins une source durable de chaleur, que l'énergie nucléaire ou l'énergie solaire concentrée pourraient fournir.

#### Hydroxyde de sodium
Zeman et Lackner ont décrit une méthode spécifique de capture de l'air.
Pour commencer, le CO2 est absorbé par une solution alcaline de NaOH pour produire du carbonate de sodium dissous. La réaction d'absorption est une réaction gaz-liquide, fortement exothermique :
2NaOH(aq) + CO2(g) → Na2CO3(aq) +  H2O(l)
Na2CO3(aq) + Ca(OH)2(s) → 2NaOH(aq) + CaCO3(s)
ΔH° = −114,7 kJ/mol
La caustification est pratiquée partout dans l'industrie papetière et transfère facilement 94 % des ions carbonate du sodium au cation calcium. Par la suite, le précipité de carbonate de calcium est filtré de la solution et décomposé thermiquement pour produire du CO2 gazeux. La réaction de calcination est la seule réaction endothermique du processus, illustrée ici :
CaCO3(s) → CaO(s) + CO2(g)
ΔH° = +179,2 kJ/mol
La décomposition thermique de la calcite est effectuée dans un four à chaux chauffé par de l'oxygène pour éviter une étape supplémentaire de séparation des gaz. L'hydratation de la chaux (CaO) termine le cycle. La réaction exothermique produite peut être nourrie avec de l'eau ou de la vapeur. En phase liquide d'H2O, c'est une réaction liquide/solide décrite ainsi :
CaO(s) +  H2O(l) → Ca(OH)2(s)
ΔH° = −64,5 kJ/mol

#### Hydroxyde de lithium
D'autres bases fortes telles que la chaux sodée, l'hydroxyde de sodium, l'hydroxyde de potassium et l'hydroxyde de lithium sont capables d'éliminer le CO2 en réagissant chimiquement avec lui. L'hydroxyde de lithium (LiOH) a d'ailleurs été utilisé à bord des véhicules spatiaux, comme les fusées du programme Apollo, pour éliminer le dioxyde de carbone de l'atmosphère. Il réagit avec le dioxyde de carbone pour former du carbonate de lithium. La technologie permettant l'absorption de LiOH a récemment été adaptée pour fonctionner dans les appareils d'anesthésie. Les respirateurs en anesthésie qui assurent le maintien de la vie par l’administration d'O2 et d’agents anesthésiques pendant la chirurgie le font généralement en circuit fermé, nécessitant de ce fait l'élimination du dioxyde de carbone expiré par le patient. L'hydroxyde de lithium peut offrir certains avantages en matière de sécurité et de commodité par rapport aux anciens produits à base de calcium.
2 LiOH(s) + 2 H2O(g) → 2 LiOH·H2O(s)
2 LiOH·H2O(s) + CO2(g) → Li2CO3 (s) + 3 H2O(g)
La réaction nette étant :
2LiOH(s) + CO2(g) → Li2CO3(s) + H2O(g)
Le peroxyde de lithium peut également être utilisé car cette mokécule absorbe plus de CO2 par unité de poids avec l'avantage supplémentaire de libérer de l'oxygène.
Ces dernières années, l'orthosilicate de lithium a été mis en avant pour le captage de CO2 ainsi que le stockage de l'énergie. Ce matériau offre des avantages considérables en termes de performances, même s'il nécessite des températures élevées pour la formation du carbonate.

### Système régénératif d'élimination du dioxyde de carbone
Le système régénératif d'élimination du dioxyde de carbone (RCRS) de l'orbiteur de la navette spatiale utilisait un système à deux étages qui assurait une élimination continue du dioxyde de carbone sans produits consommables. Ces dispositifs ont équipé une mission de navette pour lui permettre de rester plus longtemps dans l'espace sans avoir à se réapprovisionner en cartouches d'absorbants. Les anciens systèmes à base d'hydroxyde de lithium (LiOH) ne pouvaient être régénérés au contraire des nouveaux systèmes renouvelables à base d'oxyde métallique. Un système à base d'oxyde métallique se compose principalement d'une cartouche absorbante d'oxyde métallique et d'un ensemble régénérateur. Il élimine le CO2 à l'aide d'un matériau absorbant, puis en régénérant celui-ci. La cartouche absorbante à oxyde métallique se régénère en pompant de l'air à environ 200 °C à travers celui-ci à un débit standard de 3,5 L/s pendant 10 heures.

### Charbon actif
Le charbon actif peut être utilisé comme épurateur de dioxyde de carbone. L'air à forte teneur en dioxyde de carbone, provenant des lieux de stockage des fruits, par exemple, peut être soufflé à travers des lits de charbon actif et le dioxyde de carbone adhèrera au charbon actif par le phénomène d'adsorption. Quand le lit est saturé, il doit ensuite être « régénéré » par du soufflage d'air à faible teneur en CO2, tel que l'air ambiant, le traversant. Libéré ainsi de la molécule, le lit pourra ensuite être utilisé pour un nouveau filtrage. Ce processus a un bilan neutre, car la même quantité de CO2 se retrouve dans l'air après un cycle.

### Structures métallo-organiques (MOF)
Les réseaux métallo-organiques sont envisagés pour la capture et la séquestration du dioxyde de carbone par adsorption, mais il n’existe encore aucune technologie commerciale à grande échelle. Au cours d'une série de tests, les MOF ont réussi à séparer 90 % du CO2 du flux de gaz de combustion à l'aide d'un processus modulé en pression sous vide. On estime que le coût supplémentaire d’énergie est de 65 % en utilisant les MOF, alors que celui du traitement de gaz par les amines comme agent de capture est de 81 % .

### Étendre la cartouche d'air
Une cartouche d'air étendue (EAC) est une marque ou un type de cartouche absorbante préchargée à usage unique dans un recycleur spécialement conçu.

### Autres méthodes
De nombreux autres procédés et matériaux pour éliminer le dioxyde de carbone font l'objet d'études et d'essais.
- Adsorption[19]
- Système régénératif d'élimination du dioxyde de carbone (RCRS)
- Bioréacteurs remplis d'algues
- Séparations membranaires de gaz
- Échangeurs de chaleur réversibles

## Voir également
- Captage et stockage du dioxyde de carbone. Collecte du dioxyde de carbone provenant des émissions industrielles.
- Élimination du dioxyde de carbone. Élimination du dioxyde de carbone atmosphérique grâce à l'activité humaine
- Gaz à effet de serre. Gaz présent dans une atmosphère qui absorbe et émet des rayonnements dans les longueurs d'onde de l'infrarouge thermique.
- Recycleur. Appareil portable pour recycler les gaz respiratoires.
- Réaction de Sabatier. Procédé de méthanation du dioxyde de carbone avec de l'hydrogène.